# Джованьоли, Рафаэлло
Рафаэ́лло Джованьо́ли (итал. Raffaello Giovagnoli; 13 мая 1838, Рим — 15 июля 1915, Рим) — итальянский романист-историк.
Наибольшую известность приобрёл романом «Спартак» (итал. Spartaco, 1874), который открывает собой большой цикл его исторических романов из истории Древнего Рима.

## Биография
Мать Клодильда Стадерини скончалась при родах, когда Рафаэлло было 11 лет. Воспитанием мальчика занимался его отец Франческо — городской судья светской и реформистской культуры в Монтеротондо. Франческо Джованьоли участвовал в Революции 1848—1849 годов в Папской области и, попав в плен, был приговорён к заключению папским трибуналом. Тем временем юный Рафаэлло с 10-летнего возраста изучал древнеримскую историю и перечитал труды историков античности и в 1850—1859 годах занялся изучением философии, итальянской и латинской литературы. Широкие познания позволили Рафаэлло попробовать себя в журналистике, но уже вскоре из-за патриотического порыва он отправился добровольцем с братьями Этторе, Марио и Фабио на войну. После смерти Фабио четверо братьев Джованьоли получили от Джузеппе Гарибальди прозвание I Cairoli di Lazio.

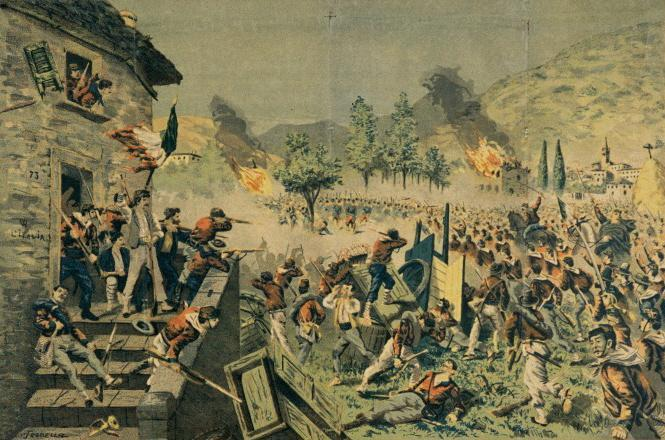
Битва при Ментане завершила кампанию Римского Агро 3 ноября 1867 года

С 1862 года в течение пяти лет Рафаэлло Джованьоли преподавал литературу в Школе для унтер-офицеров. В 1866 году он принял участие в Третьей итальянской войне за независимость, уволился с братьями из армии и поступил под начало Гарибальди, участвуя в неудавшейся кампании Римского Агро за освобождение Рима.
Участвуя в военных кампаниях, Джованьоли не оставлял занятие литературой, знакомился с произведениями зарубежных писателей — Шекспиром, Шиллером, Беранже — и публиковался в «Whistle», «Spirit», а позже в «Century». «Gazzetta di Firenze» публиковала по частям его первый роман «Эвелина», заслуживший популярность среди читателей. С таким же успехом были встречены его комедии «Un caro giovane» (1866) и «Вдова Потифара» (1867), а также «Дерзость и застенчивость» (1870). Выходивший по частям в 1873—1874 годах «Спартак» рассказывал о восстании рабов и подчеркивал жестокость порабощения. Джованьоли писал роман в кафе у театра Валле, где собиралась для общения группа интеллектуалов, включая Луиджи Арнальдо Вассалло, Пьетро Косса, с которыми литератор создал «Лигу правописания». Джованьоли также был автором исторических эссе, оказавших большое влияние на революционные движения: «Чичеруаккьо и дон Пирлоне. Историческая реконструкция Римской революции с 1846 по 1849 годы», «Пеллегрино Росси и Римская революция», «Итальянское Рисорджименто с 1815 по 1848 годы».
С 1880 избирался депутатом парламента нескольких созывов.
Вернувшись к публицистике, он помог открыть газету «La Capitale», которой руководил несколько месяцев, пока она не отошла к «Il Diavolo rosa». Эта газета носила схожую политическую окраску «La Capitale» и поддерживала чаяния Первого интернационала. Джованьоли также сотрудничал с «Universal Suffrage» и был редактором в римской «La Stampa» и «Don Pirloncino», шокировавшая своей острой сатирой правых и духовенство. В 1880-е годы он отвечал за литературную страничку в «Capitan Fracassa», затем отважился на политическую сатиру «Don Quixote della Mancha» и писал для «La Tribuna». В 1890-е годы Джованьоли присоединился к партии «Parliament», возглавляемой Джованни Джолитти.
Рафаэлло Джованьоли был убежденным материалистом, антиклерикалом, защитником светского устройства общества, приверженцем левых. Он выражал свои идеи в публикациях, выступил с осуждением Альфонсо Ферреро Ламармора за его уступки церкви, порицал коррупцию проводимой политики Беттино Рикасоли. В 1870—1880-е годы занимал должность муниципального и провинциального советника, избранный в округах Рима и Тиволи, защищал интересы фермеров и жителей Лацио, пострадавших от землетрясения 1892 года. Со временем радикальные политические позиции Джованьоли размылись и сблизились с консерватизмом Франческо Криспи, которого Джованьоли сравнивал с Кавуром и ожидал благих преобразований.
Став в 1874 году профессором литературы в Риме, Джованьоли спустя четыре года преподавал в венецианском лицее Фоскарини (Liceo Foscarini), потом вновь вернулся в Рим. Здесь с 1903 года он преподавал историю Рисорджименто в университете и, выждав парламентский срок, закончил свою карьеру в должности декана факультета Магистериума.
Будучи масоном, приблизительно с 1875 года входил в римскую ложу «Tito Vezio». В 1877 году открыл ложу «Свет Балкан» в Белграде, относящуюся к Великому Востоку Италии, Главному масонскому собранию Рима.
Скончался 15 июля 1915 года в Риме.

## Творчество
В своей поэтике Джованьоли следует романтической традиции. На него оказали сильное влияние Вальтер Скотт и Дюма-отец. Многим обязан Джованьоли и итальянским романистам, примыкающим к «Молодой Италии», — Массимо де Адзельо и Л. Капраника (1821—1891).
Джованьоли, знаток римской истории, принадлежит к тому поколению итальянской либерально-демократической профессуры, которое начало свою деятельность в эпоху войн за объединение Италии. Это поколение было ещё проникнуто героическим пафосом Гарибальди — патриотизм не успел ещё застыть в обывательски-повседневных формах.
Вот почему с особенной любовью Джованьоли обработал историю восстания Спартака — восстания угнетённых Римской республикой народностей; конечный идеал Спартака у Джованьоли — освобождение своей родины, Фракии, из-под власти Рима, — мотив, который для Джованьоли не потерял ещё злободневности (техника конспирации в организации Спартака напоминает таковую же у итальянских карбонариев). Но, обрисовав чётко социальную сущность мятежа Спартака (восстание рабов), Джованьоли однако изображает утопистами тех, кто хочет низвергнуть собственнический строй; он ограничивается националистическим идеалом.
Переведённый на многие языки, «Спартак» в Российской империи испытал жестокий гнёт цензуры; до 1905 года печатался в сильно сокращённых переделках как историко-приключенческий роман для юношества; после 1905 года издавался левыми издательствами в качестве произведения революционной литературы, наряду с «Оводом» и «Записками Лоренцо Бенони», и лишь после 1917 года был издан полностью.
Роман повествует о восстании рабов и гладиаторов в I веке до н. э., которое проецируется Джованьоли на современные события — освободительное движение, возглавляемое Гарибальди. Сам Гарибальди в письме к Джованьоли восторженно отзывается о «Спартаке». В главном герое романа прослеживаются черты личности Гарибальди, а цели, высказанные Спартаком, были близки многим сторонникам гарибальдийского движения.
Для Джованьоли важно изображение как исторической личности, так и народного движения. Взгляд Джованьоли на народ как на движущую силу, влияющую на ход истории, приобщает роман к реалистическому направлению, которое ко времени написания «Спартака» набирает свою силу.
Ясная, несложная композиция, стремительное нарастание действия, драматизм и пафосно-эмоциональный тон повествования привлекают читателя-подростка. Кроме того, описания обстановки, батальных сцен не перегружают книгу излишними подробностями, а, напротив, оживляют исторические факты, дают юному читателю представления о быте и культуре Древнего Рима.
Менее известен в России и СССР долгие годы был другой масштабный исторический роман — «Мессалина» (итал. Messalina, 1885), действие которого разворачивается в мрачные годы правления одиозного императора Калигулы (37-41 гг. н. э.). Лишь в 1993 году он был опубликован московским издательством «Мистерия» в переводе М. Ю. Массура, и затем неоднократно переиздавался.
Отличительными особенностями исторических романов Джованьоли являются антиклерикализм, романтический пафос борьбы против тирании, стремление к социальной справедливости.
Последние десять лет жизни Джованьоли ничего не писал.

### Произведения
- Русский перевод: Спартак, СПБ., 1881 (первонач. в журн. «Дело», 1880, № 8—10—12, 1881, № 1—8); перевод А. Каррик и С. Гулишамбаровой, изд. 2-е, Поповой, СПБ., 1904; изд. Гиз, М., 1921; лучший перевод в изд. «Пролетарий», Харьков, 1925. Имеются также сокращённые и обработанные переводы «Спартака»: сокращ. и обраб. А. И. Ромма, изд. «Красной нови», М., 1924; обработка и примечания Эдв. Шолок, предисловие В. Залежского, изд. «ЗИФ», М., 1928.
- Реалистические романы:
  - Evelina, 1868;
  - Natalina. I drammi del lusso, 1878.
  - I racconti del maggiore Sigismondo, 1908.
- Исторические романы:
  - Spartaco, 1874;
  - Opimia, 1875;
  - Plautilla, 1878;
  - Saturnino, 1879;
  - Faustina, 1881;
  - La guerra sociale. Aquilonia, 1884;
  - Messalina, 1885;
  - Benedetto IX, 1899;
  - Publio Clodio, 1905;
- Поэзия:
  - Peccata juventutis meae, 1883;
- Комедия «La moglie di Putifarre», 1876.
- Историческая драма «Marocia» (из времен Византийской империи), 1875.
- Фриче В. М., Литература эпохи объединения Италии, М., 1916; Russo Luigi, I narratori italiani contemporanei 1860—1926, Roma, 1926 (нем. перев.: Italienische Erzähler 1860—1926, Heidelberg, 1927).

## Память
- Роман Джованьоли и его главный герой подсказали Николаю Старостину название для нового спортивного общества, появившегося в СССР в 1935 году[4].